# Why Can't We Live Together
Singles de Timmy Thomas
It's My Life
(1967) People Are Changin'
(1973)
Why Can't We Live Together est une chanson écrite, composée, produite et interprétée par le chanteur de R&B américain Timmy Thomas sortie en single fin 1972. Elle figure sur l'album du même titre dans une version plus longue.
Le morceau se caractérise par sa production minimale, où Timmy Thomas s'accompagne simplement d'un orgue Lowrey (en) et d'une boîte à rythmes,. 
Gros succès aux États-Unis, il atteint la première place du classement R'n'B, la troisième du Billboard Hot 100. Il connaît également le succès au Canada, en Europe et en Océanie.
En France, l’émission Le Pop-Club de France Inter créée et présentée en direct par José Artur, distingue le lundi 12 février 1973 Why Can’t We Live Together  « disque pop » de la semaine. Yves Montand, Costa Gavras et Henri Salvador sont invités. José Artur défie l’acteur de prononcer le titre du disque. Montand s’exécute et son accent est meilleur que celui de l’animateur. 
Chanson de paix et de tolérance, Timmy Thomas raconte, dans une interview accordée au magazine Spin, l'avoir écrite après avoir entendu Walter Cronkite annoncer au journal télévisé le nombre de tués au Viêt Nam alors que la guerre y faisait rage.
En 1994, elle est choisie comme hymne lors des premières élections multiraciales en Afrique du Sud.

## Reprises et samples
Plus gros succès de la carrière du musicien, Why Can't We Live Together est repris par divers artistes parmi lesquels; 
Sade en 1984 dans l'album Diamond Life, Steve Winwood en 2003 dans l’album About Time, Gwen McCrae en 2006 dans l’album Gwen McCrae Sings TK, Ben l'Oncle Soul en 2022 dans l’album Red Mango, Joan Osborne, Lucky Peterson.  
Mike Anthony en 1982 utilise pour sa reprise des samples de l’enregistrement original. Le rappeur américain MC Hammer sample lui aussi largement l’original pour Tell Me (Why Can't We Live Together) figurant sur son album Too Legit to Quit sorti en 1991, de même que le rappeur canadien Drake pour son titre Hotline Bling sorti en 2015,.
Timmy Thomas réenregistre son tube en 1990.

## Classements hebdomadaires
| Classement (1973)                       | Meilleure place |
| --------------------------------------- | --------------- |
| Allemagne (Media Control AG)            | 28              |
| Australie (ARIA)                        | 25              |
| Belgique (Flandre Ultratop 50 Singles)  | 20              |
| Belgique (Wallonie Ultratop 50 Singles) | 19              |
| Canada (RPM 100 Singles)                | 6               |
| États-Unis (Billboard Hot 100)          | 3               |
| États-Unis (Best Selling Soul Singles)  | 1               |
| France (IFOP)                           | 20              |
| Italie (FIMI)                           | 8               |
| Pays-Bas (Nederlandse Top 40)           | 25              |
| Pays-Bas (Single Top 100)               | 24              |
| Royaume-Uni (UK Singles Chart)          | 12              |

| Classement (1982)                      | Meilleure place |
| -------------------------------------- | --------------- |
| Belgique (Flandre Ultratop 50 Singles) | 25              |

| Classement (1982)                      | Meilleure place |
| -------------------------------------- | --------------- |
| Allemagne (GfK Entertainment)          | 23              |
| Belgique (Flandre Ultratop 50 Singles) | 3               |
| Pays-Bas (Single Top 100)              | 8               |

| Classement (1990)              | Meilleure place |
| ------------------------------ | --------------- |
| Allemagne (GfK Entertainment)  | 26              |
| Royaume-Uni (UK Singles Chart) | 54              |